# روفس سوئل
روفِـس سوئل (به انگلیسی: Rufus Sewell) (زاده ۲۹ اکتبر ۱۹۶۷) یک بازیگر انگلیسی است. او در فیلم‌هایی مانند جنگلی‌ها، زیبای خطرناک، شهر تاریک، داستان شوالنه، شعبده‌باز (فیلم ۲۰۰۶) و مارتا، فرانک دیوید و لورنس را ملاقات کن حضور داشته. از جمله کارهای تلویزیونی او می‌توان به سریال ۲۰۱۰ پایه‌های زمین اشاره کرد. پیشتر از آن برای بی‌بی‌سی فیلم میان رژه را بازی کرد که در آن نقش یک قهرمان را ایفا کرده بود. در ۲۰۰۳، او نقش اصلی را در فیلم چارلز۲:قدرت و احساس را به نمایش گذاشت. در مورد زندگی خصوصی او دو همسر به نام امی گاردنر و یاسمین عبدالله داشته که البته پس از این دو با بازیگر معروف هالیوود بلا پین قرار گذاشته که این دو به دلیل اختلاف سنی زیاد مورد اعتراض قرار گرفتند و بعد از ان دیگر باهم دیده نشدند.

## زندگی‌نامه
روفِـس در جنوب غربی لندن زاده شد. پدرش، ویلیام، یک انیماتور استرالیایی و مادرش یک هنرمند ولزی و خدمتکار بود. پدرش روی انیمیشن فیلم‌های «لوسی در آسمان با الماس‌ها» و «بیتل‌ها» کار کرده‌است. والدینش وقتی او پنج ساله بود از یکدیگر جدا شدند و مادرش به سختی کار می‌کرد تا بتواند دو پسرش را بزرگ کند. وقتی ده ساله بود پدرش را از دست داد و طبق گفتهٔ خودش نوجوانی سختی را گذراند. روفِـس سال ۱۹۸۴ مدرسه را ترک کرد. او با یک مربی تئاتر آشنا شد که توسط او به مدرسهٔ تئاتر معرفی شد.

## شغل
۱۹۹۳ ترقی روفِـس محسوب می‌شود. او برای بی‌بی‌سی سریال میان رژه را بازی کرد. همچنین در تئاتر سلطنتی ملی، نمایش دهاتی را اجرا کرد. در ۱۹۹۵ فیلم مزرعهٔ سرد آرام و در ۱۹۹۸ فیلم علمی – تخیلی شهر تاریک و در کارهایی مانند شعبده‌باز (فیلم ۲۰۰۶)، شکوه خیره کننده، تریستان و ایزولد ظاهر شده. روفِـس نقش‌های خبیث را در فیلم‌های داستان شوالیه، افسانه زورو و هلن از تروی به تصویر کشاند. او در این رابطه گفته: «دیگه نمی‌خوام نقش آدم بدها روبازی کنم. هر کس حق داره هر نقشی که بخواد روبازی کنه. هر دفعه باید به خودم بگم چه جوری این شخصیت قرن نوزدهم را ارائه بدم که جالب و با بقیهٔ شخصیت‌ها متفاوت باشه.»
او به عنوان خوش‌پوشترین بازیگر روی صحنه شناخته شده‌است. او کارهای «بدون کراوات» را در نقش‌های امروزی ترجیح می‌دهد. مانند نمایش شکسپیر با عنوان «رام کردن زن ستیزه‌جو». او بخاطر بازی در این فیلم در سال ۲۰۰۶ نامزد دریافت جایزه بهترین بازیگر از جوایز تلویزیونی بفتا شد. این چهارمین بازی بود که بعد از اینکه به بازیگری حرفه‌ای تبدیل شده، در نمایش‌های شکسپیر بازی کرده‌است.
او به بازی در فیلم‌ها، نمایش‌ها و کارهای سینمایی ادامه داده و نقش اصلی فیلم ساعت یازدهم را برای سی بی اس ایفا کرد. او در کنار جانی دپ و آنجلینا جولی در فیلم توریست (فیلم ۲۰۱۰) حضور یافت.

## زندگی شخصی
روفِـس برای دو بار ازدواج کرد. همسر اولش به نام یاسمین عبدالله یک روزنامه‌نگار مد اهل استرالیا بود. آن‌ها در سال ۱۹۹۹ ازدواج کردند و چند ماه بعد جدا شدند. او و امی گاردنر در سال ۲۰۰۲ صاحب پسری شدند به نام ویلیام داگلاس سیول. روفِـس و امی سال ۲۰۰۴ با هم ازدواج کردند ولی در ۲۰۰۶ از هم طلاق گرفتند. روفِـس وقتش را بین لندن و لس آنجلس تقسیم می‌کند. در اوقات فراغتش از عکاسی لذت می‌برد. او می‌گوید: «بهترین چیزها برای من این است که از جایی به جای دیگر بروم، به قهوه‌خانه‌ها سر بزنم و عکس بگیرم. بهترین روز من روزیست که در آن یک اتفاق خوشحال‌کننده بیفتد.»

## فیلم‌شناسی
| فیلم                                | سال تولید |
| ----------------------------------- | --------- |
| بیست و یک                           | ۱۹۹۱      |
| رفتن به هسته                        | ۱۹۹۲      |
| صحنه دوم                            | ۱۹۹۲−۱۹۹۴ |
| تعطیلات کثیف                        | ۱۹۹۳      |
| شب با یک زن، روز با چارلی           | ۱۹۹۴      |
| رژه میانه                           | ۱۹۹۴      |
| شهروند لوک                          | ۱۹۹۴      |
| مردی بی‌اهمیت                        | ۱۹۹۴      |
| پیروزی                              | ۱۹۹۵      |
| مزرعه سرد آرامش                     | ۱۹۹۵      |
| کارینگتون                           | ۱۹۹۵      |
| اجرا                                | ۱۹۹۵      |
| هملت                                | ۱۹۹۶      |
| جنگلی‌ها                             | ۱۹۹۷      |
| زیبای خطرناک                        | ۱۹۹۸      |
| شهر تاریک                           | ۱۹۹۸      |
| ملاقات مارتا با فرانک، دنیل و لورنس | ۱۹۹۸      |
| روشن                                | ۱۹۹۸      |
| در مزرعه سچم                        | ۱۹۹۸      |
| ایلومیناتا                          | ۱۹۹۹      |
| در یک سرزمین وحشی                   | ۱۹۹۹      |
| شب‌های عربی                          | ۲۰۰۰      |
| نگهدار کودک                         | ۲۰۰۰      |
| مزمن‌های یک پری دریایی               | ۲۰۰۱      |
| عملیات افراطی                       | ۲۰۰۲      |
| هلن تروآ                            | ۲۰۰۳      |
| ایستگاه ویکتوریا                    | ۲۰۰۳      |
| چارلز۲:قدرت و احساس                 | ۲۰۰۳      |
| مزه                                 | ۲۰۰۴      |
| افسانه زورو                         | ۲۰۰۵      |
| شگسپیر گفت                          | ۲۰۰۵      |
| تریستان و ایزولد                    | ۲۰۰۶      |
| شعبده‌باز (فیلم ۲۰۰۶)                | ۲۰۰۶      |
| پاریس جتیامی                        | ۲۰۰۶      |
| شکوه خیره‌کننده                      | ۲۰۰۶      |
| ۹/۱۱ خارج از آبی                    | ۲۰۰۶      |
| تعطیلات                             | ۲۰۰۶      |
| دانلود کردن نانسی                   | ۲۰۰۸      |
| جان آدامز                           | ۲۰۰۸      |
| وینیان                              | ۲۰۰۸      |
| ساعت یازدهم                         | ۲۰۰۸−۲۰۰۹ |
| پایه‌های زمین                        | ۲۰۱۰      |
| راهنما                              | ۲۰۱۰      |
| بودایی                              | ۲۰۱۱      |
| تورسیت                              | ۲۰۱۱      |
| آبراهام لینکلن شکارچی خون‌آشام       | ۲۰۱۲      |
| هتل نوآر                            | ۲۰۱۲      |
| کشتن عیسی                           | ۲۰۱۵      |
| خدایان مصر                          | ۲۰۱۶      |
| جودی                                | ۲۰۱۹      |
| پدر                                 | 2020      |

از فیلم‌ها یا برنامه‌های تلویزیونی مشهور که وی در آن نقش داشته‌است می‌توان به آثار زیر اشاره کرد.
- ساکن برج بلند (مجموعه تلویزیونی) (از ۲۰۱۴ تا ۲۰۱۹ در ۴ فصل و ۴۰ قسمت)